# Tortured
Tortured ist eine australische Death-Metal-Band aus Canberra, die 2006 gegründet wurde.

## Geschichte
Die Band wurde Ende 2006 gegründet. Anfang 2009 folgte daraufhin ein erstes Demo. Außerdem wurden Auftritte in Sydney, Melbourne, Gold Coast und Brisbane abgehalten. 2011 und 2012 war die Band auf dem Slaughterfest zu sehen. 2011 erschien außerdem über Grindhead Records das Debütalbum A Lesson in Holocaust. Später im Jahr 2012 fanden ein paar Auftritte mit Warbringer statt, ehe Mitte 2013 ein Konzert mit Carcass in Sydney folgte. Nach Auftritten im selben Jahr mit Cock and Ball Torture in Sydney und Canberra, veränderte sich die Besetzung der Gruppe. Danach folgten weitere Konzerte. 2014 war Tortured zusammen mit Coroner, Sinister und Carcass live zu erleben. Zudem nahm sie eine EP auf, die aufgrund des Ausscheidens des Gitarristen Marcus Honeyman jedoch nicht veröffentlicht wurde.

## Stil
Laut Brian Giffin in seiner Encyclopedia of Australian Heavy Metal spielt die Band klassischen Death Metal in einem sehr brutalen Stil. Micky Strong von metalasfuck.net befand, dass A Lesson in Holocaust aggressiven Death Metal enthält. Die Aggressivität werde durch ein Doublebass-lastiges Schlagzeugspiel, schnelle E-Gitarren und die offensiven Shouts des Sängers Brendan Ford erzeugt.

## Diskografie
- 2009: Demo 2009 (Demo, Eigenveröffentlichung)
- 2011: A Lesson in Holocaust (Album, Grindhead Records)